# رودريغو سيلفا دوس سانتوس
رودريغو سيلفا دوس سانتوس (بالبرتغالية: Rodrigo Silva dos Santos) هو لاعب كرة قدم برازيلي، ولد في 13 أبريل 1981 في امبراتريز في البرازيل. لعب مع نادي سبورت ريسيفه ونادي فلامنغو ونادي فورتاليزا.